# هواینا کاپاک

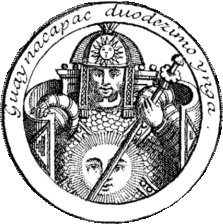
نشانی با نقش هواینا کاپاک

هواینا کاپاک (Huayna Capac؛ در اصل کوئه‌چوا واینا کهاپاک Quechua Wayna Qhapaq به معنای جوان باشکوه) (فرمانروایی ۱۴۶۴-۱۵۲۷ میلادی) یازدهمین ساپا اینکای اینکاها و ششمین ایشان از دودمان هانان بود. او جانشین توپاک اینکا یوپانکوئی شده‌بود. همسر قانونیش که -خواهر تنی او نیز بود- کویا کوسیریمای نام‌داشت.
در زمان وی، تاهوان‌تین‌سویو به اوج عظمت خود رسید. وی قبایل شورشی اطراف کیتو را سرکوب نمود، و عاشق یکی از زنان این قبایل به نام دوچیسلا شد که حاصل آن آتاهوالپا آخرین امپراتور اینکا بود.
هواینا کاپاک از همسر قانونیش هیچ فرزند نرینه‌ای نداشت، ولی از زنان دیگرش بیش از پنجاه فرزند داشت که می‌توانستند جانشین او شوند. او امپراتوری اینکا را در جنوب تا شیلی و آرژانتین کنونی گسترش داد. او و سربازانش برای گسترش مرزهای شمالیشان تا اکوادور و بخش‌هایی از کلمبیای کنونی جنگیدند. از آنجا که پایتخت اینکا -کوزکو- در جنوب بسیار دور بود، هواینا کاپاک امید به ساخت دژی در شمال در کویتو را داشت.
او در ۱۵۲۷ میلادی پس از جنگی دراز در شمال از بیماری آبله مرد. بیماری آبله در کوزکو فراگیر شده‌بود و بسیاری را به دام خود می‌کشید. پسر او نینان کویوچی هم به همراه پدر جان‌سپرد.
او پیش از مرگ امپراتوریش را میان دو پسر دلخواهش آتاهوالپا و هواسکار بخش‌نمود. این کار سرانجام به فروریختن پایه‌های امپراتوری اینکا یاری‌رساند.
سایر فرزندان وی هواسکار (جانشین وی)، نینان کویوچی، توپاک هوالپا، مانکو اینکا یوپانکوی و پاولو اینکا بودند.